# Luis I de Hesse
Luis I de Hesse (en alemán: Ludwig) (6 de febrero de 1402, Spangenberg - 17 de enero de 1458), llamado el Pacífico fue landgrave de Baja Hesse (Hesse) desde 1413 hasta 1458.

## Biografía
Éra hijo de Herman II, Landgrave de Hesse y de Margarita de Hohenzollern-Nuremberg, la hija de Federico V de Nuremberg. 
Después de 1425 un conflicto con el Electorado de Maguncia por reclamos al poder en Hesse, estalló en un conflicto abierto y el arzobispo Conrado III de Maguncia sufrió una derrota decisiva en Fulda en 1427.
Al final de su reinado, Luis tenía el territorio del Landgraviato claramente redondeado; sin embargo, Hesse se dividió después de su muerte:
- Bajo Hesse (con sede en Kassel), fue para su hijo Luis,
- Alto Hesse (con sede en Marburgo / Lahn), fue para su hijo Enrique III de Hesse.

Los dos lucharon hasta 1470 para encontrar la demarcación exacta de su mutuos dominios y soberanía, y en 1469 se llegó incluso a una guerra abierta entre ellos. Esta guerra fratricida de Hesse solamente terminó en mayo de 1470 por mediación del tercer hermano, este último era arzobispo Herman IV de Colonia.

## Matrimonio y descendencia
Se casó con Ana de Sajonia (1420-1462) hija del elector Federico I de Sajonia el 13 de septiembre de 1436. Sus hijos fueron:
- Luis II (7 de septiembre de 1438- 8 de noviembre de 1471)
- Enrique III (10 1440 en 15 a 13 1483)
- Herman IV, Arzobispo de Colonia (1450 - 19 de octubre de 1508)
- Isabel (1453 - 22 de abril de 1489)
- Federico (1458 - 1 de junio de 1463)

| Predecesor: Herman II el Ilustrado | Landgrave de Hesse 1413 - 1458 | Sucesor: Luis II el Franco (Bajo Hesse) Enrique III el Rico (Alto Hesse) |

- Datos: Q469397